# Буковица (Ренче-Вогрско)
Буковица (словен. Bukovica, итал. Boccavizza) је насељено место и седиште општине Ренче–Вогрско, Горишка регија, Словенија.

## Историја
До територијалне реорганизације у Словенији била је у саставу старе општине Нова Горица.

## Становништво
У попису становништва из 2011. године, Буковица је имала 475 становника.
| Број становника према пописима | Број становника према пописима | Број становника према пописима |
| ------------------------------ | ------------------------------ | ------------------------------ |
| 1991                           | 2002                           | 2011                           |
| 520                            | 510                            | 475                            |